# UCI-Trial-Weltcup 2001
Beim UCI-Trial-Weltcup 2001 wurden durch die Union Cycliste Internationale die Weltcupsieger im Trial ermittelt.

## Ablauf
Der Weltcup 2001 bestand aus zwei Wettkämpfen:
- Enval: 3.–5. August
- Bülach: 10. November

Der erste Lauf fand zusammen mit den Trial-Weltjugendspielen in den drei Nachbarorten Châtel-Guyon, Volvic und Enval statt. Am 3. August gab es im Kurpark von Châtel-Guyon eine Weltcup-Qualifikation; die besten Fahrer der UCI-Rangliste waren allerdings für das Finale gesetzt. Der 4. August war den Trial-Weltjugendspielen in Volvic vorbehalten, bei denen es auch einen Wettkampf der Frauen gab. Am 5. August fand der eigentliche Weltcup in Enval statt, wiederum mit einer Qualifikation und dem Finale der besten Acht, in den Kategorien 20 Zoll und 26 Zoll für Männer.
Schauplatz des zweiten Laufs war die Stadthalle im schweizerischen Bülach. Es waren die besten 20 Fahrer jeder Kategorie eingeladen. Für die Gesamtwertung wurden beide Läufe gleich gewichtet, mit 125 Punkten für einen Sieg, 110 für einen zweiten, 105 für einen dritten Platz etc.
Obwohl die UCI über beide Wettkämpfe berichtete und auch ein Endklassement veröffentlichte, erwähnt sie heute im Palmarès nur noch den ersten Lauf in Frankreich; auch in anderen Quellen ist der zweite Lauf in Vergessenheit geraten.

## Männer 20 Zoll
Insgesamt nahmen 23 Teilnehmer aus 7 Nationen an den beiden Wettbewerben teil.
| # | Datum        | Ort    | Erster       | Zweiter     | Dritter      |
| - | ------------ | ------ | ------------ | ----------- | ------------ |
| 1 | 5. August    | Enval  | Kenny Belaey | Marco Hösel | Roger Keller |
| 2 | 10. November | Bülach | Kenny Belaey | Marco Hösel | Peter Barták |

Gesamtwertung
| Platz | Name            | Punkte |
| ----- | --------------- | ------ |
| 1     | Kenny Belaey    | 250    |
| 2     | Marco Hösel     | 220    |
| 3     | Roger Keller    | 205    |
| 4     | Simon Billmaier | 190    |
| 5     | Thomas Fisch    | 165    |
| 6     | Stefan Moor     | 160    |

## Männer 26 Zoll
Im ersten Wettkampf traten 20 Teilnehmer an, allesamt aus Frankreich. Im zweiten Wettkampf gab es auch einzelne Teilnehmer anderer Nationen, die das Endergebnis aber nicht sehr beeinflussten. Bei Punktgleichheit im Gesamtklassement gab das Ergebnis im zweiten Lauf den Ausschlag.
| # | Datum        | Ort    | Erster       | Zweiter      | Dritter          |
| - | ------------ | ------ | ------------ | ------------ | ---------------- |
| 1 | 5. August    | Enval  | Bruno Arnold | Marc Caisso  | Marc Vinco       |
| 2 | 10. November | Bülach | Marc Caisso  | Bruno Arnold | Vincent Hermance |

Gesamtwertung
| Platz | Name              | Punkte |
| ----- | ----------------- | ------ |
| 1     | Marc Caisso       | 235    |
| 2     | Bruno Arnold      | 235    |
| 3     | Vincent Hermance  | 195    |
| 4     | Cédric Calvin     | 195    |
| 5     | Loïc Pinheiro     | 155    |
| 6     | Thibault Veuillet | 130    |